# Gleniffer
Gleniffer är en ort i Australien. Den ligger i kommunen Bellingen och delstaten New South Wales, i den sydöstra delen av landet, omkring 420 kilometer norr om delstatshuvudstaden Sydney. Orten hade 414 invånare år 2021.